# Ideoblothrus vampirorum
Espèce
Synonymes
- Pachychitra similis Muchmore, 1972 nec Balzan, 1892

Ideoblothrus vampirorum est une espèce de pseudoscorpions de la famille des Syarinidae.

## Distribution
Cette espèce est endémique du Tamaulipas au Mexique. Elle se rencontre à Adolfo López Mateos dans la grotte Cueva de los Vampiros.

## Étymologie
Son nom d'espèce lui a été donné en référence au lieu de sa découverte, la grotte Cueva de los Vampiros.

## Publications originales
- Muchmore, 1982 : The genera Ideobisium and Ideoblothrus, with remarks on the family Syarinidae (Pseudoscorpionida). Journal of Arachnology, vol. 10, no 3, p. 193-221 (texte intégral).
- Muchmore, 1972 : New diplosphyronid pseudoscorpions, mainly cavernicolous, from Mexico (Arachnida, Pseudoscorpionida). Transactions of the American Microscopical Society, vol. 91, no 3, p. 261-276.